# Diànovka
Diànovka (en rus: Диановка) és un poble (un possiólok) de l'óblast d'Astracan, a Rússia. Pertany al districte de Volodarski. Segons el cens del 2010 tenia 98 habitants.